# Quitus en finances publiques en France
L'expression donner quitus signifie que la juridiction financière (Cour des comptes, chambre régionale des comptes) déclare que le comptable public est « quitte » de sa gestion. En d'autres termes, elle juge qu'il ne lui est rien reproché, et que, lorsque l'arrêt ou le jugement est devenu définitif, il ne peut plus rien lui être reproché pour sa gestion au titre du compte jugé. Elle constate qu'aucune charge ne pèse plus sur lui au titre de sa responsabilité personnelle et pécuniaire.
Le quitus est donné au comptable, pour chaque organisme public qu'il a géré, dans la décision juridictionnelle se rapportant à la dernière année (exercice comptable) où il a exercé ses fonctions, soit qu'après, il ait exercé ses fonctions dans un autre organisme, soit qu'il ait cessé d'être comptable.
Lorsque le comptable a obtenu le dernier quitus de sa carrière, les suretés juridiques prises sur son patrimoine, comme garantie de sa gestion, peuvent être levées (hypothèque légale, cautionnement). À noter que la personne qui a été jugée en tant que comptable de fait est également déclarée « quitte » à l'issue de la procédure.